# Narcissus × alleniae
Narcissus × alleniae là một loài thực vật có hoa lai ghép trong họ Amaryllidaceae. Loài này được Donn.-Morg. mô tả khoa học đầu tiên năm 2000.